# Тойбік
То́йбік — село в Україні, у Чутівській селищній громаді Полтавського району Полтавської області. Населення становить 53 осіб.

## Населення

### Мова
Розподіл населення за рідною мовою за даними перепису 2001 року:
| Мова       | Кількість | Відсоток |
| ---------- | --------- | -------- |
| українська | 52        | 98.11 %  |
| російська  | 1         | 1.89 %   |
| Усього     | 53        | 100 %    |

## Географія
Село Тойбік знаходиться за 1,5 км від лівого берега річки Коломак, вище за течією на відстані 1,5 км розташоване село Зеленківка, нижче за течією на відстані 0,5 км розташоване село Василівка. Поруч проходить автомобільна дорога М03.

## Історія
12 червня 2020 року, відповідно до розпорядження Кабінету Міністрів України № 721-р «Про визначення адміністративних центрів та затвердження територій територіальних громад Полтавської області», село увійшло до складу Чутівської селищної громади.

19 липня 2020 року, в результаті адміністративно — територіальної реформи та ліквідації Чутівського району, село увійшло до складу новоутвореного Полтавського району.